# Al Gore
Albert Arnold Gore Jr. (Washington, D.C., 31. ožujka 1948.), poznatiji kao Al Gore, američki je političar i ekološki aktivist. Bio je 45. potpredsjednik Sjedinjenih Američkih Država (1993. – 2001.), i služio je za vrijeme Predsjednika Billa Clintona. Dobitnik je Nobelove nagrade za mir 2007. godine. Gore je bio demokratski kandidat za predsjedničke izbore 2000. godine, ali je izgubio od Georgea W. Busha u vrlo tijesnoj utrci nakon ponovnog prebrojavanja glasova na Floridi.